# Gefurchter Dickmaulrüssler

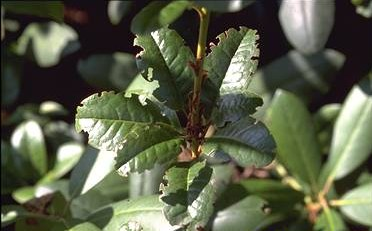
Fraßbild

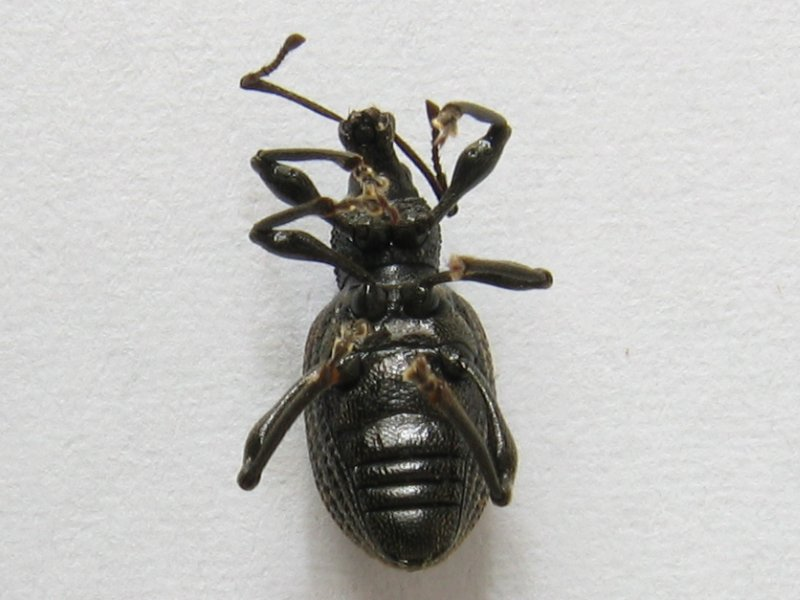
Unterseite des adulten Käfers

Der Gefurchte Dickmaulrüssler (Otiorhynchus sulcatus), auch Breitmaulrüssler genannt, ist ein Käfer aus der Familie der Rüsselkäfer (Curculionidae).  Die erwachsenen Tiere (Imagines) ernähren sich polyphag, hauptsächlich von Blättern, Knospen oder jungen Pflanzentrieben von landwirtschaftlichen Kulturen und Zierpflanzen, während die Larven an Wurzeln fressen. Bevorzugte Pflanzengattungen und -arten sind beispielsweise Erdbeeren, Rhododendren, Kirschlorbeer, Pfaffenhütchen und Eiben.

## Merkmale
Der Käfer wird etwa zehn Millimeter groß. Die Oberseite seines Körpers ist schwarz gefärbt und besitzt dunkelbraune Flecken. Sie kann gekörnt oder gerunzelt sein. Die Deckflügel (Elytren) sind panzerartig verhärtet, elliptisch und an den Schultern stark abgerundet. Der Schenkel ist in der Mitte stark verdickt. Der Rüssel ist mit kräftig entwickelten Pterygien (muschel- oder ohrenförmige Wülste außen neben den Fühlergruben) versehen.

Die Larven sind etwa so groß wie die Käfer. Sie sind gelblich-weiß gefärbt mit einer braunen Kopfkapsel. Die Larven sind beinlos und bauchwärts gekrümmt. Die erwachsenen Tiere sind dämmerungs- oder nachtaktiv und leben an krautigen Pflanzen oder kleineren Gehölzen. Dort treten sie von April bis Oktober in Erscheinung. Adulte Käfer sind zwar flugunfähig, sie können aber zu Fuß relativ weite Strecken zurücklegen.

## Vorkommen und Verbreitung
Die Gattung Otiorhynchus stammt aus Europa. Der Gefurchte Dickmaulrüssler ist in Regionen mit gemäßigtem Klima endemisch. Via Import von Pflanzenmaterial wurde er in verschiedene andere Weltregionen verschleppt und breitete sich auf verschiedene Pflanzenarten aus. In den USA, Kanada, Japan, Neuseeland, Südost-Australien und Tasmanien ist er heute ein bedeutender Schädling.
Die erwachsenen Tiere sind dämmerungs- oder nachtaktiv und leben an krautigen Pflanzen oder kleineren Gehölzen. Dort treten sie von April bis Oktober in Erscheinung. Die Einschleppung des Schädlings erfolgt oft mit dem Substrat oder über getopfte Pflanzen, von denen sie sich dann auf die verschiedenen Pflanzenarten ausbreiten.

## Fortpflanzung und Entwicklung
Oft findet unter den Tieren Jungfernzeugung (Parthenogenese) statt, so dass sie nicht auf sexuelle Vermehrung angewiesen sind. Die Nachkommen sind so alle weiblichen Geschlechts. Die Eiablage – je Weibchen 500 bis 1000 Eier – erfolgt etwa ab Juni einzeln oder auch in Häufchen am Grunde der Fraßpflanzen bzw. in humose Erde. Die zunächst weißen, bald jedoch bräunlich gefärbten, annähernd kugeligen Eier mit einem Durchmesser von ca. 0,7 mm haben anfangs einen flüssigen klaren, später weißlichen Inhalt. Nach zwei bis drei Wochen schlüpfen die Larven, die an Wurzeln fressen. Zur Verpuppung gräbt das letzte Larvenstadium eine kleine Erdhöhle. Die jungen Käfer schlüpfen etwa Ende Mai/Anfang Juni und sind nach vier bis fünf Wochen geschlechtsreif. Überwintert wird zumeist als Larve, seltener als Puppe oder als adulter Käfer. Unter natürlichen Bedingungen entwickelt sich eine Generation pro Jahr, wobei die Larven bevorzugt im Frühjahr (überwinterte „Altlarven“ aus dem Vorjahr) und im Herbst (Junglarven aus der Eiablage im Sommer) in Erscheinung treten. Über Ei, Larve und Puppe entwickeln sich so immer wieder neue Käfergenerationen.

## Schadbild
Die Larven richten durch ihre Fraßtätigkeit im Wurzelbereich den Hauptschaden an: Gehölze zeigen einen Kümmerwuchs, während bei krautigen Pflanzen Welkeerscheinungen auftreten. Bei starkem Larvenbefall können die Pflanzen sogar absterben. Die erwachsenen Käfer fressen dagegen halbkreisförmige Einbuchtungen in die Blattränder (Buchtenfraß); der Blattrand erscheint zahnradartig gekerbt. Daneben können auch Schäden an Knospen oder Trieben durch Abnagen der Rinde beobachtet werden. Der Gefurchte Dickmaulrüssler kann im Weinbau, in Baumschulen, in Erdbeeranlagen und im Zierpflanzenbau große Schäden verursachen.

## Bekämpfung
Adulte Käfer können mit Insektiziden bekämpft werden. Ein Absammeln der adulten Tiere kann nur zur Ermittlung des Befallsdruckes dienen und stellt keine Bekämpfung dar. Gegen die wesentlich schlimmere Schäden verursachenden Larven können entomophage Nematoden der Gattung Heterorhabditis eingesetzt werden. Diese dringen durch die Haut oder Körperöffnungen in die Käferlarven ein und geben symbiontisch mit den Nematoden lebende Bakterien der Art Photorhabdus luminescens an das Insektenblut ab. Dieses Bakterium vermehrt sich stark und führt in wenigen Tagen zum Tod der Käferlarve. Infizierte Larven verfärben sich dabei rötlich oder bräunlich. Die Nematoden selbst ernähren sich von den Bakterien, vermehren sich, schwärmen schließlich aus der toten Larve aus und suchen neue Larven auf. Für die Bekämpfung von Dickmaulrüsslerlarven mit Nematoden muss die Bodentemperatur mindestens 10 °C betragen. Zudem muss der Boden während ca. 10 Tagen nach der Behandlung feucht sein, damit sich die Nematoden gut bewegen können. Die Nematoden wirken auch gegen die Puppen der Dickmaulrüssler. Weitere biologische Bekämpfungsmethoden nutzen parasitische oder insektophage Hymenopteren, Dipteren, Hemipteren oder Ameisenarten. 